# 332
332（三百三十二、さんびゃくさんじゅうに）は自然数、また整数において、331の次で333の前の数である。

## 性質
- 332は合成数であり、約数は 1, 2, 4, 83, 166, 332 である。
  - 約数の和は588。
  - 素数を除いて σ(n) − n が平方数になる24番目の数である。1つ前は287、次は363。ただしσは約数関数。(オンライン整数列大辞典の数列 A048699)
- 約数の和が332になる数は1個ある。(331) 約数の和1個で表せる68番目の数である。1つ前は330、次は338。
- 各位の和が8になる28番目の数である。1つ前は323、次は341。
- 2つの素数の和6通りで表せる最大の数である。1つ前は248。(オンライン整数列大辞典の数列 A066722)
332 = 19 + 313 = 61 + 271 = 103 + 229 = 109 + 223 = 139 + 193 = 151 + 181
- 332 = 22 + 22 + 182 = 62 + 102 + 142
  - 3つの平方数の和2通りで表せる82番目の数である。1つ前は331、次は333。(オンライン整数列大辞典の数列 A025322)
  - 332 = 62 + 102 + 142
    - 異なる3つの平方数の和1通りで表せる94番目の数である。1つ前は331、次は336。(オンライン整数列大辞典の数列 A025339)
- 332 = 22 × 83
  - 2つの異なる素因数の積で p2 × q の形で表せる41番目の数である。1つ前は325、次は333。(オンライン整数列大辞典の数列 A054753)
- すべての桁が素数である41番目の数である。1つ前は327、次は333。(オンライン整数列大辞典の数列 A046034)

## その他 332 に関連すること
- 332は、E48系列の標準数。
- ISO 3166-1（JIS X 0304 国名コード）の332は、ハイチ。
- 道路標識332は、歩行者横断禁止。
- イギリス鉄道332形電車は、シーメンス、CAF（スペイン）が製造した鉄道車両。
- AS 332は、ユーロコプター社製のヘリコプター。
- 第三三二海軍航空隊は、大日本帝国海軍の飛行隊。
- 第332空挺軍准尉学校は、ロシア空挺軍の教育部隊。
- ファーレンホルト(USS Farenholt, DD-332)は、アメリカ海軍の駆逐艦。
- ブルヘッド(USS Bullhead, SS-332)は、アメリカ海軍の潜水艦。